# Abdul Hannan
Abdul Hannan (Urdu: عبد الحنان) (* 8. September 1990 in Karatschi) ist ein pakistanischer Sänger und Songwriter. 2024 debütierte er zusammen mit der pakistanischen Band Kaavish mit dem Song O Yaara in der 15. Staffel von Coke Studio Pakistan.

## Leben
Hannan wurde in Karatschi in einer Familie belutschischer Musiker geboren und wuchs dort auf. Er verbrachte seine Kindheit in Lahore, wo er die Grundschule und später das Ghulam Ishaq Khan Institute (GIKI) besuchte. Später lebte und studierte er in Berlin, aber nach dem Erfolg seiner Veröffentlichung des Songs Bikhra kehrte er in sein Heimatland Pakistan zurück. Seine Single Faaslay aus dem Jahr 2020 wurde ein Hit, nachdem sie nach ihrer Veröffentlichung in der pakistanischen Musikszene viral ging. Am 11. Februar 2022 veröffentlichte er Bikhra und später, am 18. März 2022, Iraaday. Beide Songs waren über 100 Wochen in Folge in den pakistanischen Charts vertreten und tauchten auch in internationalen Charts auf.
„Bikhra“ erreichte Platz eins, während „Iraaday“ mehrere Monate lang auf dem zweiten Platz lag. Der Song Iraaday erschien auf der Playlist des Jahres des US-Außenministers Antony Blinken.
Eine seiner nächsten Veröffentlichungen, Siyah, stieg ebenfalls in die Top Ten der pakistanischen Charts ein und wurde damit zu seinem dritten Song, der regelmäßig zu den Top 10 der am häufigsten gestreamten Künstler auf Spotify in Pakistan zählt und seit 2022 in den Charts vertreten ist. Ab 2023 ist Abdul Hannan einer der am häufigsten gestreamten Künstler in Pakistan und Indien.
Im März 2024 nahm Abdul Hannan am Red-Bull-Off-The-Roof-Projekt teil. Sein Debüt gab er im Jahr 2022, wo er seine Entwicklung als Musiker und die Entwicklung der Live-Musik in Pakistan aufzeichnete und detailliert beschrieb. Im Jahr 2024 erschien Hannan auf Zaedens 8-Track-Album Zaeden 02; „Das Album ist Teil der Art und Weise, die Natur der Kindheit durch Musik zu vermitteln“, sagt der indische Sänger Zaeden.
Im Jahr 2024 gab Abdul Hannan sein Debüt in der 15. Staffel der bekannten Musikplattform Coke Studio Pakistan. Das Lied O Yaara wurde zum Höhepunkt der Staffel und erhielt zahlreiche Aufrufe. Die Nachricht kam Mitte Januar 2024, als die Warner Music Group eine Partnerschaft mit Giraffe Pakistan bekannt gab. Der Deal gab Warner Music South Asia, Teil der Warner Music Group, die exklusiven Rechte zum Vertrieb der für die 15. Staffel von Coke Studio Pakistan produzierten Musik. Coke Studio Pakistan betonte den gemeinschaftlichen Charakter der Saison durch Kunst und Kameradschaft.

## Diskographie

### Songs
(Quelle: Spotify)
- Faaslay (2020)
- Jaanu Na (2021)
- Haaray (2021)
- Ghruroor mit Izzchughtai (2021)
- Bikhra mit Rovalio (2022)
- Iraaday mit Rovalio (2022)
- Siyah mit Wankelmut (2022)
- Gawara (2022)
- Zamanay (2022)
- Raabta mit Rovalio (2023)
- O Yaara mit Kaavish (2024)[19]
- Khusnaseebi (2024)
- kya hua? mit Zaeden (2024)[20]